# Десятчиков, Алексей Степанович
Алексей Степанович Деся́тчиков (31 октября 1932, Москва — 4 июня 2018, Москва) — советский спортсмен, бегун на длинные дистанции. Мастер спорта СССР (1957). Заслуженный мастер спорта СССР (1960). Шестикратный серебряный медалист чемпионатов СССР, четырежды участвовал в кроссе «Юманите». Полковник.

## Биография
Коренной москвич, Алексей Десятчиков — один из немногих бегунов высокого уровня, родившихся и выросших в большом городе. В детстве прошёл разностороннюю подготовку — лыжи, коньки, плавание, футбол. С седьмого класса увлекся бегом.
Первое выступление на всесоюзном уровне — первенство суворовских училищ в Киеве, где победил в беге на 1500 и 3000 метров.
В 1958 году Алексей Десятчиков завоевал золотую медаль на «Мемориале братьев Знаменских» на дистанции 5000 м.
В 1959 году завоевал золотую медаль на легкоатлетическом матче США — СССР в тяжелейших условиях города Филадельфия при жаре 35 градусов. Годом раньше завоевал серебряную медаль на матче СССР — США.
В 1960 году занял 4-е место на играх XVII летней олимпиады на дистанции 10 000 метров, обеспечив победу Петра Болотникова.
В том же 1960 году завоевал золото на первенстве Скандинавских стран (дистанция 5000 м).

### Семья
- Отец — Степан Иванович Десятчиков, мастер спорта по марафону.
- Жена (вторая) — Людмила Геннадьевна Борисова[источник не указан 2454 дня]
- Сын — Десятчиков Вадим («Дима») Алексеевич.

## Результаты

### Соревнования
| Год  | Город            | Дистанция  | Дата           | Результат | Место | Видео |
| ---- | ---------------- | ---------- | -------------- | --------- | ----- | ----- |
| 1956 | Москва           | 5000 м     | 11, 13 августа | 14.24,8   | 8     |       |
| 1956 | Москва           | 10 000 м   | 5 августа      | 30.14,0   | 6     |       |
| 1957 | Москва           | 5000 м     | 2 сентября     | 14.12,8   | 5     |       |
| 1957 | Москва           | 10 000 м   | 31 августа     | 29.20,4   | 5     |       |
| 1958 | Таллин           | 5000 м     | 19 июля        | 14.27,2   | 9     |       |
| 1958 | Тбилиси          | 10 000 м   | 28 октября     | 29.19,8   | II    |       |
| 1958 | Тбилиси          | кросс 8 км | 6 ноября       | 26.29,4   | II    |       |
| 1959 | Москва           | 10 000 м   | 9 августа      | 30.01,8   | 6     |       |
| 1959 | Москва           | кросс 8 км | 1 ноября       | 24.06,4   | II    |       |
| 1960 | Москва           | 5000 м     | 18 июля        | 13.56,3   | II    |       |
| 1960 | Москва           | 10 000 м   | 16 июля        | 29.18,0   | II    |       |
| 1960 | Киев (командный) | 10 000 м   | 15 октября     | 29.09,4   | 4     |       |

## Награды
- Орден «Знак Почёта» (16.09.1960) — за успешные выступления в XVII летних и VIII зимних Олимпийских играх 1960 года, а также за выдающиеся спортивные достижения[5]